# 오이솔루션
오이솔루션(OE Solutions Co., Ltd.)는 대한민국의 광통신 부품기업이다. 사명은 '광[Optics]'과 '전자[Electronics]'라는 영어 단어의 앞 글자인 'O'와 'E'를 따서 '솔루션'과 합성하여 만들었다
본사는 광주광역시 북구 첨단연신로30번길 53에 위치해 있으며 대표이사는 박용관이다. 광송수신기(광트랜시버)와 광소자 제조 및 판매한다 5G 통신 필수 부품인 광트랜시버 분야에서 한국 시장 점유율 1위를 차지하고 있다. 라이다 레이저 개발을 개발한 바 있다

## 상장
2014년 2월 27일 대신증권을 주관사로 공모가 10,000원으로 상장하였다.

## 참고 문헌
1. ↑  이종혜, 오이솔루션, 글로벌 3번째 파장가변형 광트렌시버 개발, 뉴시스, 2024.07.02
2. ↑  한국학중앙연구원 - 향토문화전자대전 오이솔루션 - 디지털광주문화대전
3. ↑  오이솔루션, 3분기 영업손실 90억원…전년비 적자지속, 디일렉, 2023.11.15
4. ↑  유진투자 “오이솔루션, 올해 하반기 글로벌 5G 투자로 실적 회복 가능”, 비지니스포스트, 2023-02-20
5. ↑  오이솔루션, 자율주행 핵심 라이다 레이저 개발 '샘플 납품 중', 머니투데이, 2023-08-02
6. ↑  유병철, 오이솔루션, 코스닥 상장 재추진… 증권신고서 제출, 머니S, 2014.01.20